# Casa de Gobierno (Road Town)
La Casa de Gobierno o la Antigua Casa de Gobierno (en inglés: Government House) está situada en Road Town, Tórtola y es la residencia oficial del gobernador de las Islas Vírgenes Británicas.
La estructura original, que data de 1899, fue destruida por un huracán en 1924. La estructura actual fue construida en el mismo sitio en 1925-26 y aquí residieron los comisarios, los presidentes, los administradores y los Gobernadores hasta 1999, cuando se consideró inadecuada. Hubo pronunciamientos contra de la demolición del edificio histórico y parte de los habitantes locales expresaron su desacuerdo con la decisión oficial. En 2003, una nueva Casa de Gobierno fue construida en un terreno adyacente, mientras que la estructura antigua se ha transformado en un museo.
En noviembre de 2003, el gobernador Thomas Macan se trasladó a la nueva residencia situada en Tórtola. El proyecto incluye la construcción de la nueva Casa de Gobierno y una sala de recepción, así como la restauración de la antigua Casa de Gobierno, que es ahora un museo.